# Campeonato Gaúcho de Futebol de 1943
O Campeonato Gaúcho de Futebol de 1943, foi a 23ª edição da competição no Estado do Rio Grande do Sul. A fórmula de disputa era novamente repetida, os campeões das regiões jogavam entre si. O campeão foi o Internacional.

## Participantes
| Equipe        | Cidade           | Classificação                 | Participação |
| ------------- | ---------------- | ----------------------------- | ------------ |
| Farroupilha   | Pelotas          | Campeão da Região Sul/Litoral | 3ª *         |
| Floriano      | Novo Hamburgo    | Campeão da Região Noroeste    | 10ª **       |
| Guarany       | Bagé             | Campeão da Região Fronteira   | 6ª           |
| Guarany       | Cachoeira do Sul | Campeão da Região Serra       | 2ª           |
| Internacional | Porto Alegre     | Campeão da Região Centro      | 7ª           |

* Ex-9º Regimento da Infantaria, a primeira participação como Farroupilha.

** Ex-Novo Hamburgo, a segunda participação como Floriano.

## Tabela

### Fase preliminar
| 3 de outubro | Internacional    | 2 – 1 | Floriano    |  |
|              | Carlitos · Joane |       | Gol marcado |  |

| 5 de outubro | Floriano                  | 2 – 4 | Internacional                   |  |
|              | Gol marcado · Gol marcado |       | Villalba , · Tesourinha · Oscar |  |

### Semifinais
| 10 de outubro | Internacional                                               | 8 – 5 | Farroupilha                                                         |  |
|               | Carlitos , · Assis · Ávila · Tesourinha · Adãozinho · Joane |       | Gol marcado · Gol marcado · Gol marcado · Gol marcado · Gol marcado |  |

| 10 de outubro | Guarany de Cachoeira do Sul                           | 4 – 2 | Guarany de Bagé           |  |
|               | Gol marcado · Gol marcado · Gol marcado · Gol marcado |       | Gol marcado · Gol marcado |  |

### Finais
| 14 de outubro | Internacional               | 3 – 0 | Guarany de Cachoeira do Sul | Baixada, Porto Alegre |
|               | Abigail · Adãozinho · Joane |       |                             |                       |

| 17 de outubro | Internacional                                         | 7 – 1 | Guarany de Cachoeira do Sul | Passo D'Areia, Porto Alegre     |
|               | Tesourinha , · Carlitos , · Villalba · Ruy Motorzinho |       | Gabriel                     | Árbitro: Henrique Maia Faillace |

|  | Internacional | Guarany de Cachoeira do Sul |

| INTERNACIONAL:          |  |                |
|                         |  |                |
| G                       |  | Ivo            |
| Z                       |  | Alfeu          |
| Z                       |  | Nena           |
| M                       |  | Assis          |
| M                       |  | Ávila          |
| M                       |  | Abigail        |
| A                       |  | Tesourinha     |
| A                       |  | Joane          |
| A                       |  | Villalba       |
| A                       |  | Ruy Motorzinho |
| A                       |  | Carlitos       |
| Treinador:              |  |                |
| Carlos Ribeiro da Silva |  |                |

| GUARANY DE CACHOEIRA DO SUL: |  |            |  |
|                              |  |            |  |
| G                            |  | Benito     |  |
| Z                            |  | Weber      |  |
| Z                            |  | Miro       |  |
| M                            |  | Bode       |  |
| M                            |  | Henrique   |  |
| M                            |  | Molenari   |  |
| A                            |  | Paraguai   |  |
| A                            |  | Castelhano |  |
| A                            |  | Gabriel    |  |
| A                            |  | Marcelino  |  |
| A                            |  | ?          |  |
| Substituição:                |  |            |  |
| Treinador:                   |  |            |  |
|                              |  |            |  |

| Gauchão 1943                      |
| --------------------------------- |
| Internacional Campeão (6º título) |